# Albert Boime

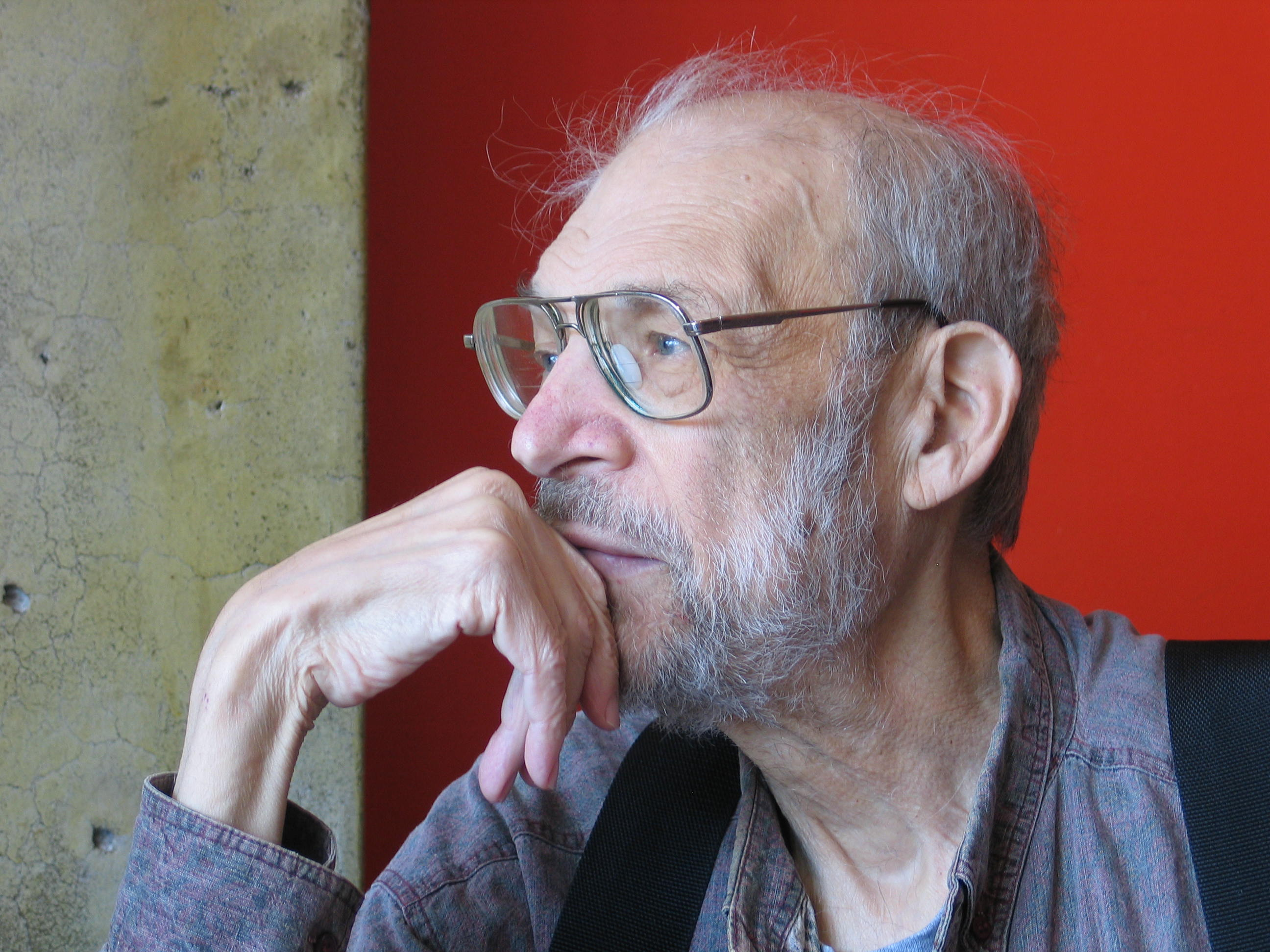
Albert Boime

Albert Boime (ur. 17 marca 1933 w Saint Louis, zm. 18 października 2008 w Los Angeles) – amerykański historyk sztuki, autor ponad 20 książek o historii sztuki i licznych artykułów naukowych. Przez trzy dekady był profesorem historii sztuki na Uniwersytecie Kalifornijskim w Los Angeles, aż do swojej śmierci.
W analizie Gwiaździstej nocy Vincenta van Gogha Boime przekonał historyków sztuki, że gwiazdy na nocnym niebie obrazu nie są fantazyjną kreacją, lecz wynikiem obserwacji nieba z okna azylu w Saint-Rémy o 4 rano 19 czerwca 1889, w dniu, w którym Van Gogh napisał do swojego brata, że ukończył obraz. W wywiadzie dla Amerykańskiego Towarzystwa Astronomicznego z roku 1985 Boime porównał pozycje księżyca i Wenus tamtej nocy i udowodnił, że odpowiadają one pozycjom ciał niebieskich na obrazie, zauważając, że scena „zgadza się z faktami astronomicznymi w czasie, gdy powstał obraz”.